# Charles Le Picq
 (Strasburgo, 2 marzo 1745 – San Pietroburgo, 29 ottobre 1806) è stato un ballerino e coreografo francese, tra i più grandi del diciottesimo secolo.

## Biografia
Nipote del maestro di danza Antoine Le Picq e figlio del ballerino Jean Felix Charles Le Picq e Marie Magdaleine Kugler, Charles Le Picq ha studiato danza con Jean-Baptiste-François Dehesse a Parigi e con Jean-Georges Noverre a Stoccarda. Le Picq si affermermò velocemente anche grazie al sodalizio artistico con la ballerina italiana Anna Binetti e per il suo lavoro veniva chiamato l'"Apollo della danza". Le Picq si guadagnò fama internazionale danzando in Austria, Polonia, Italia, Francia, Spagna, Inghilterra e Russia, diventando così celebre che Mozart lo menzionò in un verso dell'aria Rivolegete a lui lo sguardo in Così Fan Tutte. Nel 1786 fu invitato a San Pietroburgo per dirigere il balletto imperiale, Le Picq si trasferì in Russia con la moglie e il figliastro. Rimase in Russia fino alla morte, affermandosi come uno dei coreografi più influenti dell'impero.

### Vita privata
Le Picq era sposato con la ballerina bavarese Gertrude Ablöscher-Rossi, di cui adottò il figlio Carlo Rossi. La coppia ebbe anche figli propri: Caroline, Henriette Wilhelmine, Marie Gertrude e Charles Le Picq.